# Johann Christoph Adelmann von Adelmannsfelden

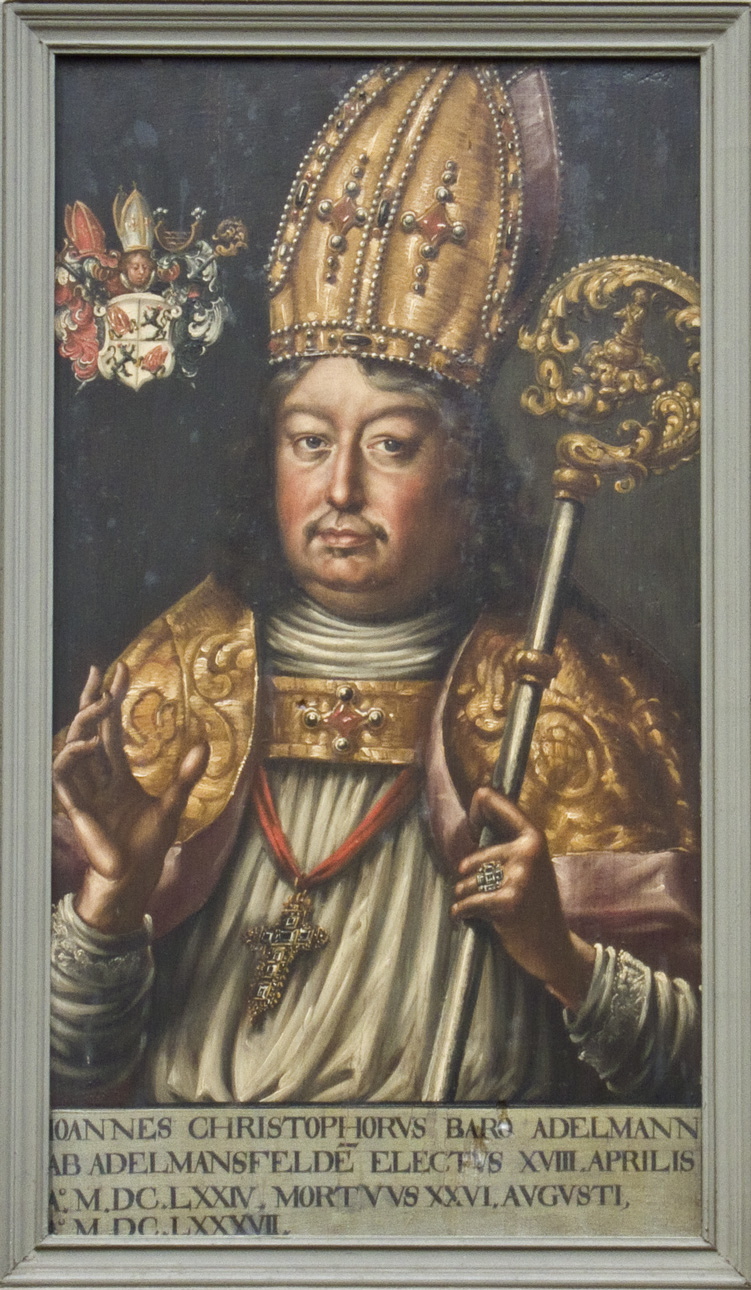
Fürstpropst Johann Christoph Adelmann von Adelmannsfelden an der Tafel der Äbte und Fürstpröbste in der Basilika St. Vitus (Ellwangen)

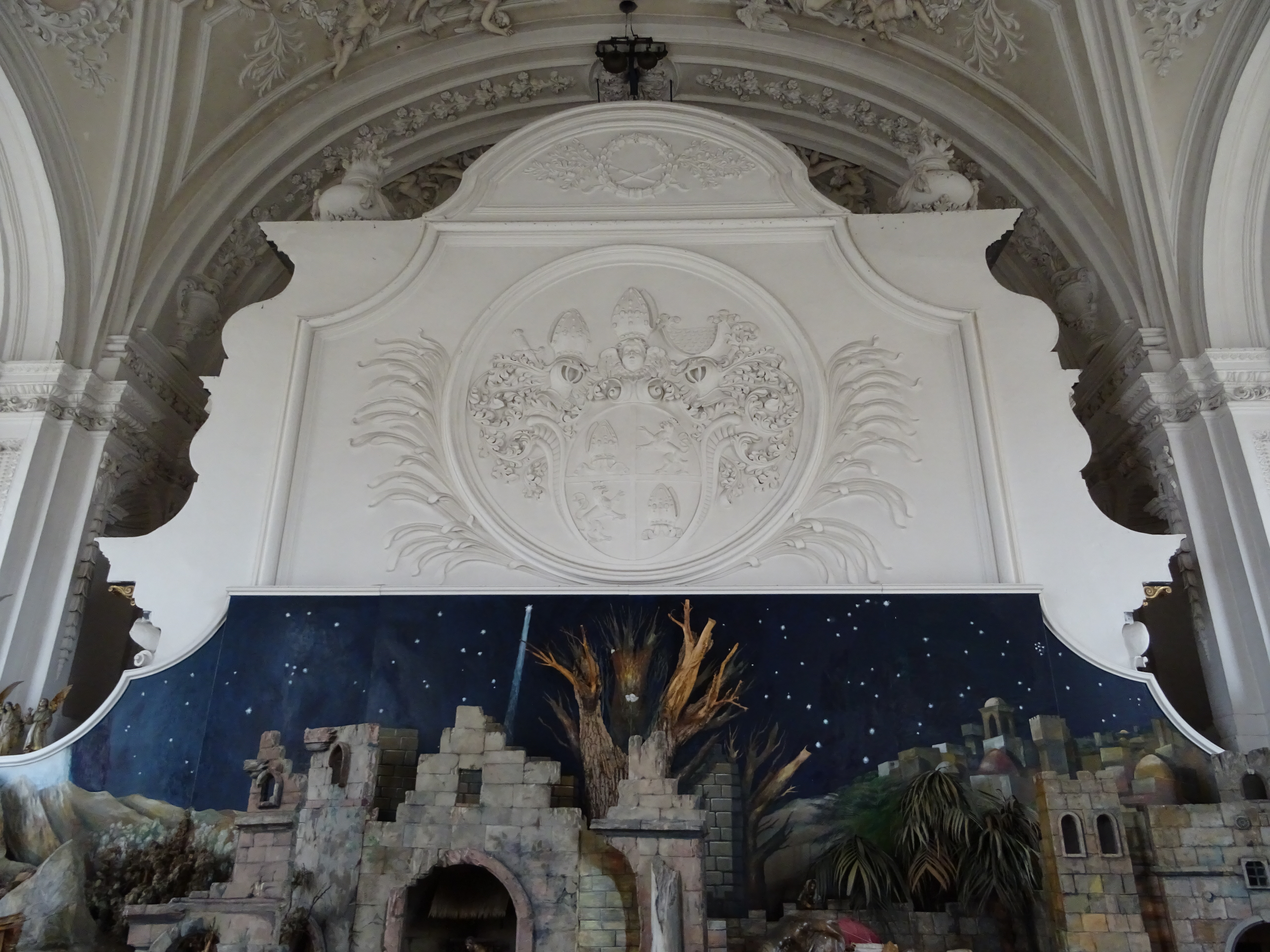
Das Wappen von Johann Christoph Adelmann von Adelmannsfelden in der Schönenbergkirche

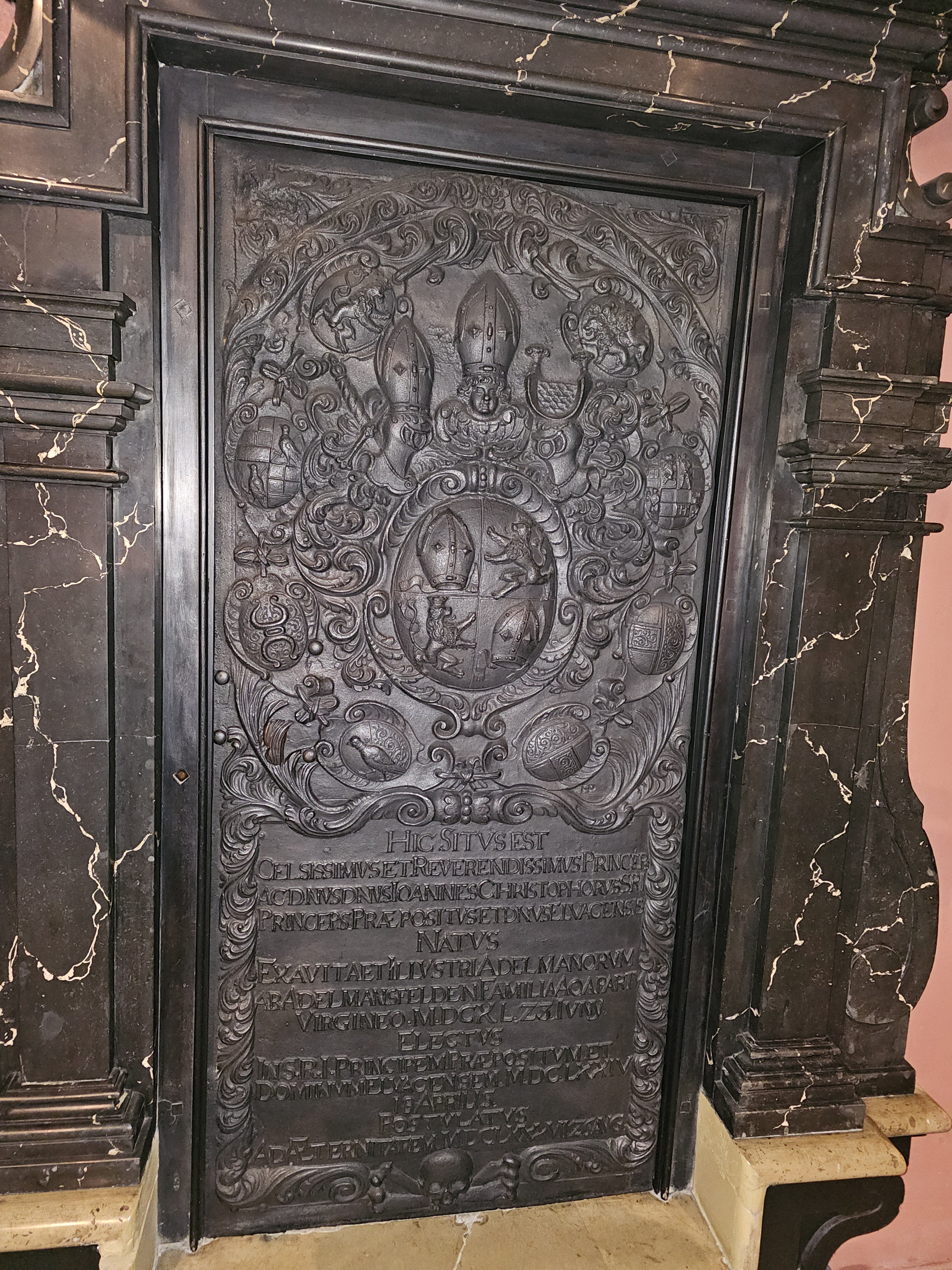
Epitaph in der Schönenbergkirche bei Ellwangen

Johann Christoph Freiherr Adelmann von Adelmannsfelden (* 23. April 1640 in Hohenstadt; † 26. August 1687 in Ellwangen) war ein Propst der Fürstpropstei Ellwangen.

## Leben
Er entstammte dem schwäbischen Reichsrittergeschlecht der Adelmann von Adelmannsfelden, das Ministerialengeschlecht des Klosters Ellwangen war. Seine Eltern waren der Konvertit Wilhelm Christoph Adelmann von Adelmannsfelden, Herr zu Hohenstadt, Schechingen und Leinweiler (* 1606; † 1659), und dessen zweite Frau Maria Magdalena geborene Freiin von Rechberg zu Hohenrechberg (* 1614; † 1669). Er war der älteste Sohn.
1651 wurde er am Jesuitenkolleg Dillingen immatrikuliert, wo 1657 seine Dissertation dem Thema „De anima“ (über die Seele) gewidmet war. Am 24. November 1654 erhielt er ein Kanonikat in Ellwangen. 1655 wurde er Domherr in Augsburg; 1662 erhielt er dort die Subdiakonatsweihe. Im gleichen Jahr wurde er in Ellwangen Kapitular. 1666 ist er als Dechant in Ellwangen nachgewiesen. Am 4. Juni 1667 wurde er in Augsburg zum Priester geweiht und im Jahr darauf in Ellwangen zum Administrator des Fürstpropsts gewählt. Im Auftrag des Augsburger Fürstbischofs reiste er im Januar und noch einmal im Oktober 1670 in diplomatischen Angelegenheiten nach Mainz. Ab dem 19. August 1671 amtierte er als Domdechant in Augsburg und resignierte im Oktober auf die Dechantei in Ellwangen. Am 18. April 1674 wählte man ihn in Ellwangen als Johann Christoph IV. zum Fürstpropst; auf die Augsburger Domdechantei resignierte er im gleichen Jahr. Nach der Überlieferung war er sehr fromm; so errichtete er sich als Propst 1677 im Ellwanger Schloss eine Privatkapelle. Am 14. Februar 1680 wurde er in den Reichsfreiherrenstand erhoben.
Die Erbauung der Schönenbergkirche in Ellwangen geht auf ihn zurück. Nachdem bei einem Brand in der Innenstadt nur ein Haus abbrannte (leicht hätte sich ein verheerender Stadtbrand entwickeln können). Der Fürstprobst soll den Bau der Kirche dem Anwesenden Jesuiten Pater Philipp Jeningen gelobt haben, sollte sich der Brand nicht weiter ausweiten.
1682 erhielt er ein Kanonikat am Eichstätter Dom und wurde 1684 Domizellar. Er starb drei Jahre später in Ellwangen und wurde in der Loretokapelle der Schönenbergkirche auf dem Schönenberg bestattet. Sein Epitaph aus Gusseisen (Fertigung der Fürstpröbstlichen Hüttenwerke, der Vorläufer der SHW) ist in der Schönenbergkirche erhalten.

## Nachlass
Seine Bibliothek von fast 6000 Bänden vermachte er, ebenso wie seine astronomischen Geräte, dem Kapitel zu Ellwangen.